# پیشاهنگی عقاب (پسران پیشاهنگ آمریکا)
عقاب پیشاهنگی بالاترین رتبه یا رتبه قابل دستیابی در برنامه پیشاهنگان BSA مرتبط با پیشاهنگی پسران آمریکا (BSA) است. از زمان تأسیس آن در سال ۱۹۱۱، تنها چهار درصد از پیشاهنگان پس از یک بررسی طولانی مدت این رتبه را کسب کرده‌اند. بیش از ۲٫۵ میلیون جوان رتبه پیشاهنگی عقاب را کسب کرده‌اند.